# Roveré della Luna
Roveré della Luna es una localidad y comune italiana de la provincia de Trento, región de Trentino-Alto Adigio, con 1.611 habitantes.

## Evolución demográfica
| Gráfica de evolución demográfica de Roveré della Luna entre 1861 y 2001 |
|                                                                         |
| Fuente ISTAT - elaboración gráfica de Wikipedia                         |